# Orde van de Rajamitrabhorn
De Meest Veelbelovende Orde van de Rajamitrabhorn (Thais: "เครื่องราชอิสริยาภรณ์อันเป็นมงคลยิ่งราชมิตราภรณ"์) werd in 1962 door koning Rama IX van Thailand ingesteld om bevriende staatshoofden te kunnen onderscheiden. De orde wordt anders dan de Orde van het Koninklijk Huis van Chakri uitsluitend aan staatshoofden, niet aan hun echtgenoten en niet-regerende koninginnen of prinsen-gemaal, toegekend. Deze Ridderorde heeft een enkele graad.
De ridders en dames mogen de letters "ร.ม.ภ." achter hun naam plaatsen.

## De versierselen
De versierselen zijn bijzonder kostbaar. Het kleinood, met een afbeelding van de chakra, een discus en een drietand, wordt aan een gouden keten gedragen en is met diamanten ingelegd. De zestienpuntige ster, met een afbeelding van Narayana op de mythische vogel garuda, is ook gedeeltelijk van goud en deels van zilver.
Een breed geel lint met twee blauw-wit-blauwe strepen wordt over de rechterschouder naar de linkerheup gedragen en daaraan hangt een klein juweel van deze exclusieve Ridderorde.

## Draagwijze
De keten van de Orde van de Rajamitrabhorn wordt op zeer plechtige gelegenheden aan het hof in Bangkok ook door de koning gedragen.
Dames dragen een smaller lint maar er is niet in een strik voor op de schouder voorzien zodat ook zij een keten om de hals dragen. Men draagt in Thailand alle versierselen van een Thaise orde gelijktijdig. Op formele portretten poseren de gedecoreerde vorsten en presidenten met keten, lint, ster en grootlint.
Het is ongebruikelijk om de keten van de orde zonder de daarbij behorende ster op de linkerborst te dragen. Het is niet ongewoon om wanneer men de keten en de ster draagt het grootlint weg te laten of het grootlint van een andere Thaise of buitenlandse onderscheiding te dragen. Ook het dragen van meerdere ketens komt in Thailand voor. Het Europese gebruik om de hoogste orde aan het langste, en dus onderaan hangende, keten te dragen werd in Thailand niet overgenomen. Op afbeeldingen ziet men de Thaise koning de keten van de Orde van de Negen Edelstenen, de oudste en formeel ook de hoogste van de Thaise orden, onder de keten van de Orde van het Koninklijk Huis van Chakri dragen. De ketens van de Orde van de Rajamitrabhorn, de Orde van Chula Chom Klao, de Orde van de Witte Olifant en de Orde van de Kroon van Siam worden daar in deze volgorde onder gedragen.
De ridders dragen geen rozet met daaronder een stukje goudgalon als knoopsgatversiering op het revers zoals bij de Europese orden gebruikelijk is. Zij dragen in plaats daarvan een klein met briljanten versierd juweeltje, gelijk aan het hart van het medaillon, in het knoopsgat.
Militairen dragen een oranjegele baton met twee blauw-wit-blauwe strepen daarop datzelfde juweeltje op hun uniform.

## Ridders en Dames
- Koningin Juliana der Nederlanden
- Koningin Elizabeth II van het Verenigd Koninkrijk
- Keizer Hirohito van Japan
- Koning Olaf V van Noorwegen
- President Ferdinand Marcos

## Voetnoten
1. ↑  In het Engels "Auspicious"